# MTV Movie Awards 2003
Confira os vencedores (em negrito) e indicados ao MTV Movie Awards 2003.

## Melhor Filme
- Barbershop (Uma Turma do Barulho)
- 8 Mile (8 Mile - Rua das Ilusões)
- Spider-Man (Homem-Aranha)
- The Lord of the Rings: The Two Towers (O Senhor dos Anéis - As Duas Torres)
- The Ring (O Chamado)

## Melhor Ator
- Eminem (8 Mile)
- Leonardo DiCaprio (Catch Me If You Can)
- Tobey Maguire (Spider-Man)
- Viggo Mortensen (The Lord of the Rings: The Two Towers)
- Vin Diesel (XXX)

## Melhor Atriz
- Halle Berry (Die Another Day)
- Kate Hudson (How to Lose a Guy in 10 Days)
- Kirsten Dunst (Spider-Man)
- Queen Latifah (Chicago)
- Reese Witherspoon (Sweet Home Alabama)

## Melhor Revelação Masculina
- Derek Luke (Antwone Fisher)
- Eminem (8 Mile)
- Kieran Culkin (Igby Goes Down)
- Nick Cannon (Drumline)
- Ryan Reynolds (Van Wilder)

## Melhor Revelação Feminina
- Beyoncé Knowles (Austin Powers in Goldmember)
- Eve (Barbershop)
- Jennifer Garner (Daredevil)
- Kate Bosworth (Blue Crush)
- Maggie Gyllenhaal (Secretary)
- Nia Vardalos (My Big Fat Greek Wedding)

## Melhor Equipe
- Elijah Wood, Sean Astin e Gollum (The Lord of the Rings: The Two Towers)
- Jackie Chan e Owen Wilson (Shanghai Knights)
- Johnny Knoxville, Bam Margera, Steve-O e Chris Pontius (Jackass)
- Kate Bosworth, Michelle Rodriguez e Sanoe Lake (Blue Crush)
- Will Ferrell, Vince Vaughn e Luke Wilson (Old School)

## Melhor Luta
- Fann Wong contra os guardas do palácio (Shanghai Knights)
- Jet Li contra Ultimate Fighters (Cradle 2 the Grave)
- Johnny Knoxville contra Butterbean (Jackass)
- Yoda contra Christopher Lee (Star Wars: Episode II - Attack of the Clones)

## Melhor Cena de Ação
- Batalha na arena (Star Wars: Episode II - Attack of the Clones)
- Batalha no Abismo de Helm (The Lord of the Rings: The Two Towers)
- Colisão na autro-estrada (Final Destination 2)
- Fuga de Tom Cruise (Minority Report)

## Melhor Interpretação Virtual
- Canguru Jack (Kangaroo Jack)
- Dobby (Harry Potter and the Chamber of Secrets)
- Gollum (The Lord of the Rings: The Two Towers)
- Scooby Doo (Scooby-Doo)
- Yoda (Star Wars: Episode II - Attack of the Clones)

## Melhor Beijo
- Adam Sandler e Emily Watson (Punch-Drunk Love)
- Ben Affleck e Jennifer Garner (Daredevil)
- Leonardo DiCaprio e Cameron Diaz (Gangs of New York)
- Nick Cannon e Zoe Saldana (Drumline)
- Tobey Maguire e Kirsten Dunst (Spider-Man)

## Melhor Vilão
- Colin Farrell (Daredevil)
- Daniel Day-Lewis (Gangs of New York)
- Daveigh Chase (The Ring)
- Mike Myers (Austin Powers in Goldmember)
- Willem Dafoe (Spider-Man)

## Melhor Comediante
- Adam Sandler (Mr. Deeds)
- Cedric the Entertainer (Barbershop)
- Johnny Knoxville (Jackass)
- Mike Myers (Austin Powers in Goldmember)
- Will Ferrell (Old School)

## Melhor Revelação Estrangeira
- Colin Farrell (Phone Booth)